# أدالبيرت فريدريش
أدالبيرت فريدريش (بالألمانية: Adalbert Friedrich)‏ (و. 1884 – 1962 م) هو لاعب كرة قدم، من ألمانيا، ولد في لايبزيغ، يلعب كمهاجم، توفي عن عمر يناهز 78 عاماً.

## روابط خارجية
- أدالبيرت فريدريش على موقع قاعدة بيانات كرة القدم.إي يو (الإنجليزية)
- أدالبيرت فريدريش على موقع ناشيونال فوتبول تيمز (الإنجليزية)
- أدالبيرت فريدريش على موقع عالم كرة القدم.نت (الإنجليزية)